# 法学既修者試験
法学既修者試験（ほうがくきしゅうしゃしけん）とは、法学検定試験委員会が2003年から2016年まで主催していた試験。

## 試験目的
2003年、法科大学院の「既修者コース」を目指すための足掛かりを目的とした試験として創設された。既修者コースで成績の提出が必須なのは2008年現在で全法科大学院74校中6校と少ないが、任意で提出を認めている学校も多く、学校によっては条件により加点対象とされていた。

## 受験資格
制限なし。

## 試験科目と試験時間
|                            | 必須有無 | 試験科目               | 集合  | 試験時間    |
| 第1部                      | 必須     | 憲法・民法・刑法       | 11:30 | 12:00-13:30 |
| 第2部                      | 任意     | 民事訴訟法・刑事訴訟法 | 13:50 | 14:00-15:00 |
| 第3部 現在実施されていない | 任意     | 商法                   | 15:30 | 15:40-16:10 |
| 第4部 現在実施されていない | 任意     | 行政法                 | 16:30 | 16:40-17:10 |

## 受験料
受験科目数にかかわらず12,600円。

## 出題形式と配点
- 正誤問題 1点、択一問題 4点。
- 1科目40点になるように正誤と択一を組み合わせ出題。
- 出題割合は非公開とされているが、正誤問題20問、択一問題5問という形式は2007年から変わっていない。
- 2003年から2006年までは択一問題10問で1科目10点満点で行われていた。

## 解答方式
マークシート方式。

## 試験会場
札幌市、仙台市、東京都、神奈川県、金沢市、名古屋市、京都市、大阪市、岡山市、広島市、松山市、福岡市、熊本市、鹿児島市、沖縄県。

## 成績通知関係
合否判定はせず、点数のみ通知。試験当日、解答用紙に出願予定の法科大学院名（3校まで）を記載すれば、通知書に志望法科大学院ごとの順位・点数が記載される。
通知書のほかに、法科大学院提出用の「成績証明書」を各部ごとに発行する。
既修者認定は、各法科大学院の判断による。

## 実施見送り
2017年度からは試験の実施が見送られることとなった。代替として、法学検定のアドバンスト〈上級〉コースを案内している。